# Liste der Bischöfe von Ventimiglia
Es folgt eine Liste von Personen, die Bischöfe von Ventimiglia (Italien) waren.
- Cletus – 75
- Rudrigus I. – 137
- Frodonius – 189
- Fabianus – 241
- Eilegius oder Eulolius – 292
- Eutiches – 351
- Dionysius – 396
- Felix – 430
- Lattancius – 451
- Menigius – 477
- Rudrigus II. – 493
- Anastasius – 509
- Francus – 531
- Mistrale – 559
- Moronus – 591
- Pastore – 623
- Johann I. – 650
- Luccius – 687
- Eustachius – 704
- Eugenius – 728
- Giocondo I. – 757
- Amerio
- Lancio – 803
- Johann II. – 831
- Amatore – 891
- Giocondo II. – 863
- Amato – 933
- Mildone – 937
- Aldegrano – 940
- N.N. 990[1]
- Bartolomäus (?) – 1026 (?)
- Thomas – vor 1064
- Martino – 1092–nach 1116
- Cornelio – 1146
- Stephan – 1160–1179
- Guido – 1198–1215
- B. Guglielmo da Ventimiglia – 1222–1232
- Nicoló Lercaro – 1233–1244
- Jacopo da Castel Arquato – 1244–1251
- Azone Visconti – 1251–1258
- Norgando – 1262
- Johann III. da Alzate – 1262–1264
- Oberto Visconti – 1265–1270
- Jacopo Gorgonio da Piacenza – 1270–1272
- Guglielmo II. – 1273–1296
- Johann IV. – 1296–1304
- Ottone Lascaris – 1305–1320
- Raimondo – 1320–1327
- Pietro Malocello – 1328–1345
- Bonifacio de Villaco – 1345–1348
- Angelo da Reggio – 1348–1350
- Pietro Gisio – 1350–1352
- Ruffino Francesco – 1353–1378
- Roberto – 1379–1380
- Jacopo Fieschi – 1380–1382
- Benedetto Boccanegra – 1382–1418
- Schisma
- Bertrando Imberti – 1380–1382
- Pietro Marinaco (auch: Erzbischof von Famagosta)
- Bartolomeo de Giudici – 1382–1418
- Tommaso Rivato – 1419–1422
- Ottobono de Bellonis – 1422–1452
- Jacopo de Fei – 1452–1467
- Stefano de Robiis – 1467–1471
- Gio Batta de Giudici – 1471–1482
- Antonio Kardinal Pallavicini Gentili – 1484–1486
- Solcetto de Fieschi – 1486–1487
- Alessandro di Campofregoso – 1487–1501
- Domenico Vaccari – 1502–1510
- Alessandro di Campofregoso – 1511–1518
- Innocenzo Kardinal Cibo – 1518–1519
- Filippo de Mari – 1519–1554
- Gio Batta de Mari – 1554–1561
- Carlo Kardinal Visconti – 1561–1565
- Benedetto Kardinal Lomellini – 1565–1565
- Carlo Grimaldi – 1565–1572
- Francesco Galbiati – 1573–1600
- Giulio Cesare Recordati – 1601
- Stefano Spinola – 1602–1613
- Girolamo Curlo – 1614–1616
- Nicoló Spinola – 1616–1622
- Gio Francesco Gandolfo – 1623–1633
- Lorenzo Gavotti – 1633–1653
- Mauro Promontorio – 1654–1685
- Girolamo Naselli – 1685–1695
- Gio Stefano Pastori – 1695–1700
- Ambrogio Spinola – 1701–1710
- Carlo Maria Mascardi – 1710–1731
- Antonio M. Bacegallupi – 1732–1740
- Pier Maria Giustiniani – 1741–1765
- Nicoló Pasquale de Franchi – 1765–1766
- Angelo Luigi Giovo – 1767–1774
- Domenico Maria Clavarini – 1775–1797
- Paolo Girolamo Orengo, Sch. P. – 1804–1812
- Felice Levreri – 1820–1824
- Gio Batta de Albertis – 1831–1836
- Lorenzo Battista Biale – 1837–1877
- Tommaso Reggio – 1877–1892
- Ambrogio Daffra – 1892–1932
- Agostino Rousset – 1933–1965
- Stefano Felicissimo Tinivella – 1965–1967 (Apostolischer Administrator)
- Angelo Raimondo Verardo, O. P. – 1967–1988
- Giacomo Barabino – 1988–2004
- Alberto Maria Careggio – 2004–2014
- Antonio Suetta seit 2014